# Laurac-en-Vivarais
Laurac-en-Vivarais est une commune française, située dans le département de l'Ardèche en région Auvergne-Rhône-Alpes.

## Géographie

### Situation et description
Laurac-en-Vivarais est une petite commune à l'aspect essentiellement rural du parc naturel régional des Monts d'Ardèche située à proximité de la ville de Largentière.

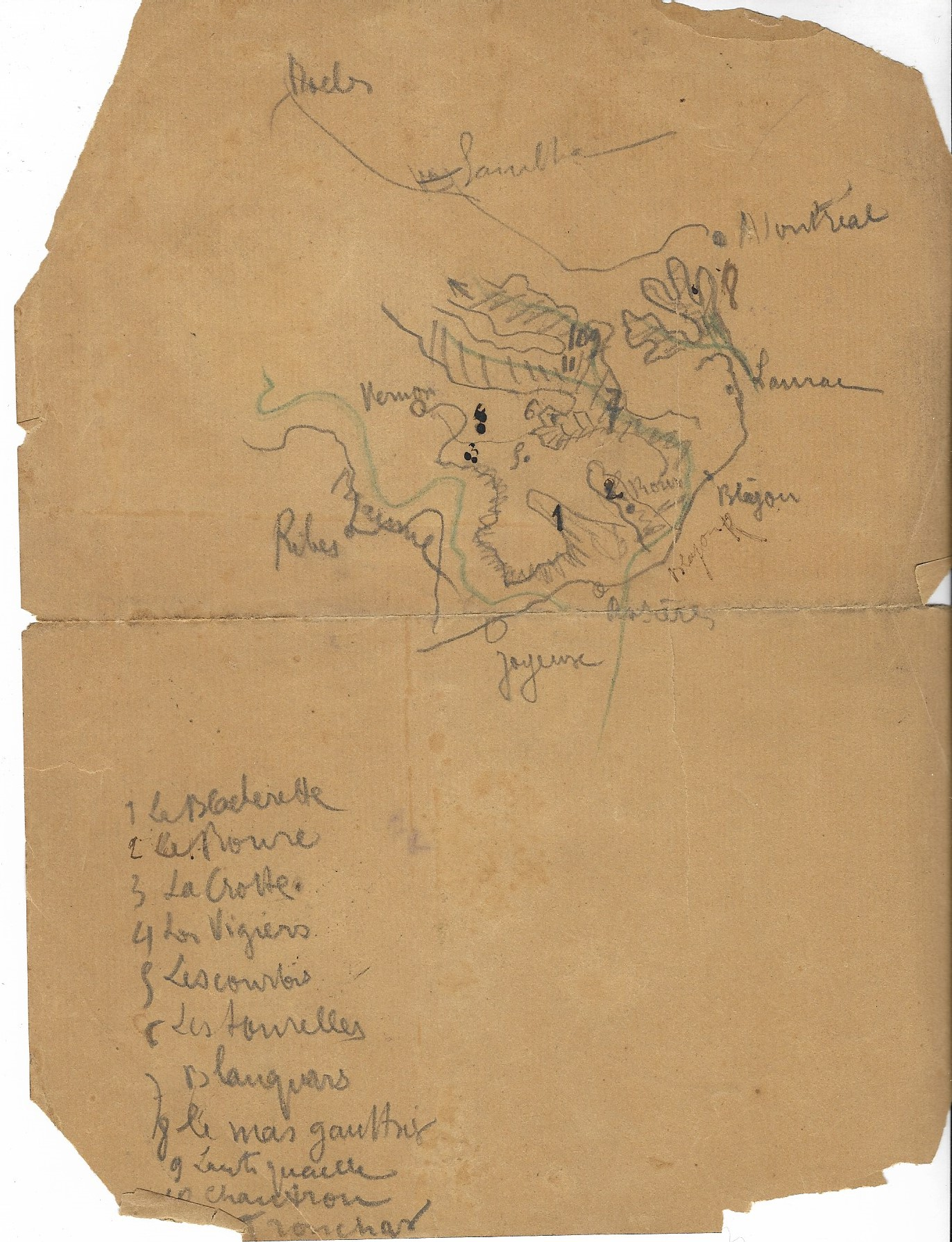
Manuscrit original représentant la région de Joyeuse XIXe siècle

### Communes limitrophes
Les communes limitrophes sont Labeaume, Montréal, Rosières et Sanilhac.

### Hydrographie

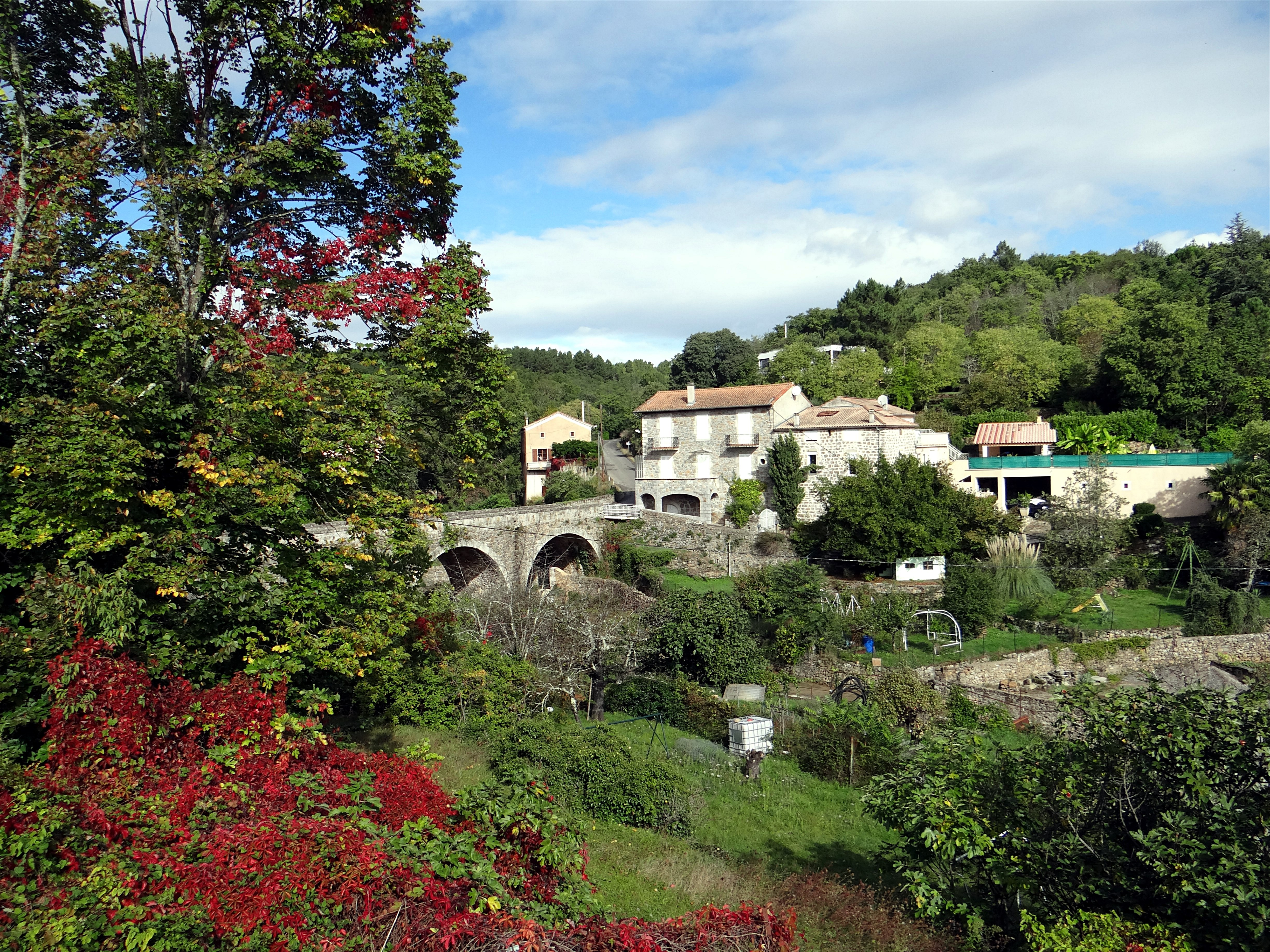
Pont sur le ruisseau de Toufache.

- le ruisseau de Blajoux, long de 11,1 km est un affluent de la rivière La Baume.
- les ruisseaux de la Planche, long de 3,9 km, de la Martinette, long de 2,9 km et de Charbonnier, long de 1,2 km, sont des affluents du ruisseau de Blajoux.
- les ruisseaux du Breuil, long de 2,1 km et du Bulien, long de 3,9 km, sont des affluents de la rivière la Ligne.
- les ruisseaux de Chiralet, long de 1,5 km, de Franzonne, long de 2,2 km et des Charlots, long de 4,6 km, sont des affluents du ruisseau du Bulien.
- les ruisseaux de Toufache, long de 3,1 km et des Farnayres, long de 1,9 km, sont des affluents du ruisseau des Charlots.

### Géologie et relief
La commune est classée en zone de sismicité 2, correspondant à une sismicité faible.

### Climat
Pour des articles plus généraux, voir Climat d'Auvergne-Rhône-Alpes et Climat de l'Ardèche.
En 2010, le climat de la commune est de type climat méditerranéen franc, selon une étude du CNRS s'appuyant sur une série de données couvrant la période 1971-2000. En 2020, Météo-France publie une typologie des climats de la France métropolitaine dans laquelle la commune est exposée à un climat de montagne ou de marges de montagne et est dans la région climatique Provence, Languedoc-Roussillon, caractérisée par une pluviométrie faible en été, un très bon ensoleillement (2 600 h/an), un été chaud (21,5 °C), un air très sec en été, sec en toutes saisons, des vents forts (fréquence de 40 à 50 % de vents > 5 m/s) et peu de brouillards.
Pour la période 1971-2000, la température annuelle moyenne est de 12,7 °C, avec une amplitude thermique annuelle de 17,5 °C. Le cumul annuel moyen de précipitations est de 1 024 mm, avec 7,6 jours de précipitations en janvier et 4,2 jours en juillet. Pour la période 1991-2020, la température moyenne annuelle observée sur la station météorologique de Météo-France la plus proche, « Lablachère Drome », sur la commune de Lablachère à 8 km à vol d'oiseau, est de 13,5 °C et le cumul annuel moyen de précipitations est de 1 142,0 mm,. Pour l'avenir, les paramètres climatiques de la commune estimés pour 2050 selon différents scénarios d'émission de gaz à effet de serre sont consultables sur un site dédié publié par Météo-France en novembre 2022.

### Voies de communication et transports
Le territoire communal est traversé par la D 104 (ancienne RN 104).

## Urbanisme

### Typologie
Au 1er janvier 2024, Laurac-en-Vivarais est catégorisée commune rurale à habitat dispersé, selon la nouvelle grille communale de densité à 7 niveaux définie par l'Insee en 2022.
Elle appartient à l'unité urbaine d'Aubenas, une agglomération intra-départementale dont elle est une commune de la banlieue,. Par ailleurs la commune fait partie de l'aire d'attraction d'Aubenas, dont elle est une commune de la couronne,. Cette aire, qui regroupe 68 communes, est catégorisée dans les aires de 50 000 à moins de 200 000 habitants,.

### Occupation des sols
L'occupation des sols de la commune, telle qu'elle ressort de la base de données européenne d’occupation biophysique des sols Corine Land Cover (CLC), est marquée par l'importance des forêts et milieux semi-naturels (59,1 % en 2018), en diminution par rapport à 1990 (61,9 %). La répartition détaillée en 2018 est la suivante : milieux à végétation arbustive et/ou herbacée (36,9 %), forêts (22,1 %), zones agricoles hétérogènes (14,3 %), cultures permanentes (13,6 %), zones urbanisées (13,1 %).
L'évolution de l’occupation des sols de la commune et de ses infrastructures peut être observée sur les différentes représentations cartographiques du territoire : la carte de Cassini (XVIIIe siècle), la carte d'état-major (1820-1866) et les cartes ou photos aériennes de l'IGN pour la période actuelle (1950 à aujourd'hui).

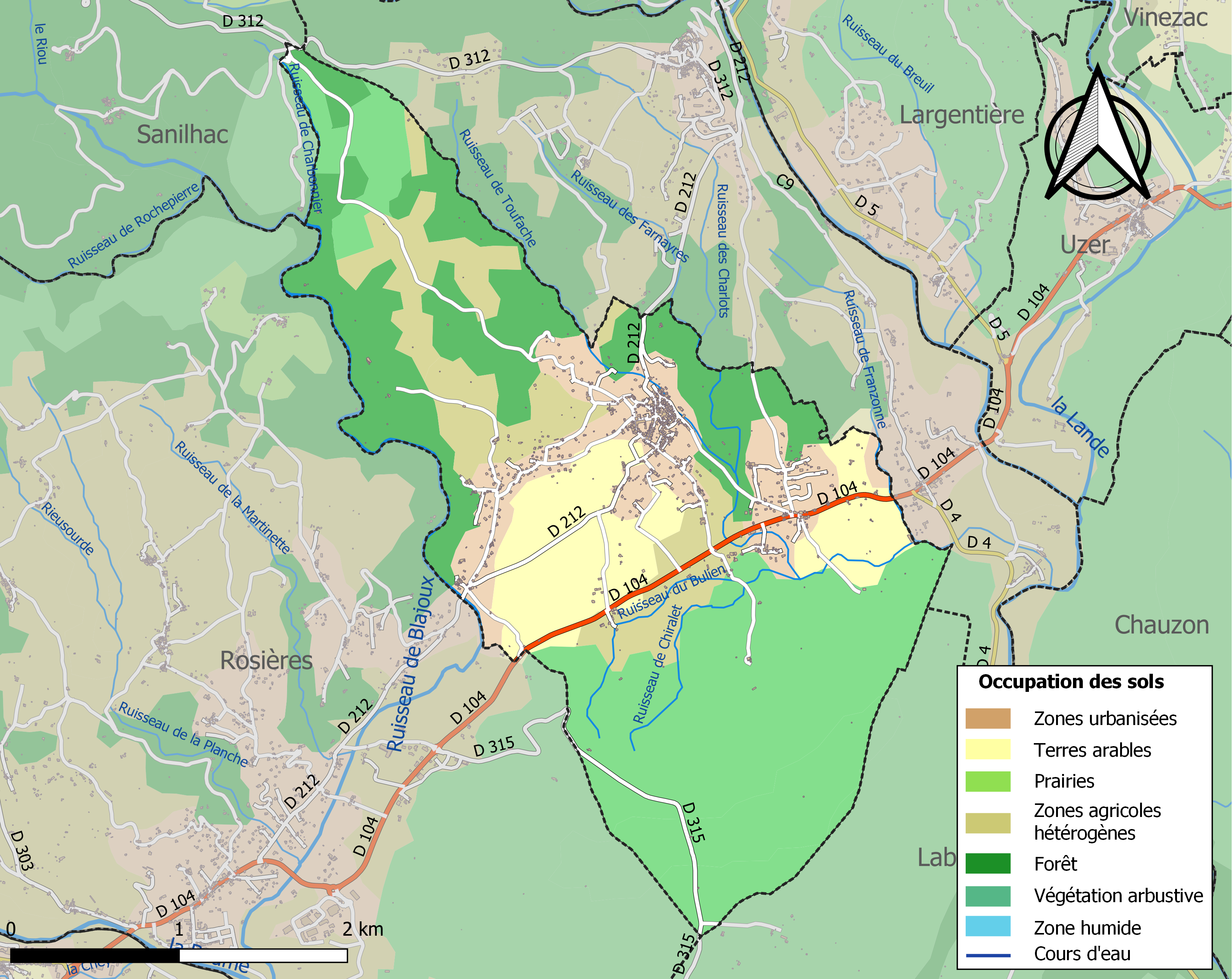
Carte des infrastructures et de l'occupation des sols de la commune en 2018 (CLC).

### Logement
En 2013, le nombre total de logements dans la commune était de 643.
Parmi ces logements, 70,5 % étaient des résidences principales, 19,9 % des résidences secondaires et 9,6 % des logements vacants.

### Risques naturels

#### Risques sismiques
L'ensemble du territoire de la commune de Laurac-en-Vivarais est situé en zone de sismicité no 2 dite faible (sur une échelle de 5), comme la plupart des communes situées sur le plateau et la montagne ardéchoise, mais à proximité de la zone de sismicité no 3, dite modérée, située plus à l'est et correspondant la vallée du Rhône.
| Type de zone | Niveau           | Définitions (bâtiment à risque normal) |
| ------------ | ---------------- | -------------------------------------- |
| Zone 2       | Sismicité faible | accélération = 1,1 m/s2                |

## Toponymie
Ses habitants sont appelés les Lauracois et les Lauracoises. Au début du XXe siècle, ils sont surnommés Mondjo-chabro (mange-chèvres).

## Histoire
Pendant la Révolution française, la plaine de Laurac fut le théâtre de rassemblements républicains en réplique aux camps de Jalès.
En 1790, Montréal est détaché de Laurac qui appartenait à la même paroisse de Saint-Amans des Termes.
Le 2 avril 1961, Laurac devient Laurac-en-Vivarais.

### Héraldique
| Blason de Laurac-en-Vivarais | Les armes de Laurac-en-Vivarais se blasonnent ainsi : Écartelé : au 1er d'azur aux lettres capitales L et V d'or rangées en bande, au 2e d'azur à l'amphore au naturel versée en barre, au 3e d'azur à la châtaigne dans sa bogue et feuillée au naturel, au 4e d'azur au chapeau de gendarme de sable posé en barre ; le tout enfermé dans une bordure d'or chargée de huit écussons d'azur. |

## Politique et administration

### Tendances politiques et résultats
En mars 2014 les 15 conseillers municipaux sont désignés au premier tour.

### Liste des maires
| Période                                  | Période                   | Identité                      | Étiquette   | Qualité                                                     |
| ---------------------------------------- | ------------------------- | ----------------------------- | ----------- | ----------------------------------------------------------- |
| Les données manquantes sont à compléter. |                           |                               |             |                                                             |
| juillet 1800                             | avril 1801                | André Meynier                 |             |                                                             |
| avril 1801                               | janvier 1808              | Louis Galfard                 |             |                                                             |
| janvier 1808                             | janvier 1826              | Victor Ruelle                 |             |                                                             |
| janvier 1826                             | juillet 1830              | Jean-Etienne Reynaud          |             |                                                             |
| juillet 1830                             | avril 1831                | Louis Meynier (Granger)       |             |                                                             |
| avril 1831                               | décembre 1831             | Louis Meynier (Figeou)        |             |                                                             |
| décembre 1831                            | février 1837              | Jean-Louis Perbost            |             |                                                             |
| février 1837                             | décembre 1841             | Joseph Galfard                |             |                                                             |
| décembre 1841                            | janvier 1847              | Jean-Etienne Babois           |             |                                                             |
| janvier 1847                             | mars 1848                 | Joseph Roure                  |             |                                                             |
| mars 1848                                | juillet 1852              | Jean-Louis Perbost            |             |                                                             |
| juillet 1852                             | septembre 1870            | Joseph Galfard                |             |                                                             |
| septembre 1870                           | mai 1871                  | Jean Victor Edouard Reynouard |             |                                                             |
| mai 1871                                 | octobre 1876              | Jean-Etienne Reynaud          |             |                                                             |
| octobre 1876                             | mai 1881                  | Pierre-Henri Galfard          |             |                                                             |
| mai 1881                                 | mai 1884                  | Jean-Louis Babois             |             |                                                             |
| mai 1884                                 | mai 1888                  | Jean-François Courbier        |             |                                                             |
| mai 1888                                 | mai 1896                  | Henri Reynaud                 |             |                                                             |
| mai 1896                                 | mai 1900                  | Henri Brun                    |             |                                                             |
| mai 1900                                 | mai 1904                  | Amand Prevot                  |             |                                                             |
| mai 1904                                 | mai 1908                  | Hippolyte Prevot              |             |                                                             |
| mai 1908                                 | mai 1912                  | Alexis Besset                 |             |                                                             |
| mai 1912                                 | février 1913              | Benjamin Babois               |             |                                                             |
| février 1913                             | août 1914                 | Jules André Victor Reynouard  |             |                                                             |
| août 1914                                | 1919                      | Victor Sevenier               |             |                                                             |
| 1919                                     | décembre 1919             | Jules André Victor Reynouard  |             |                                                             |
| décembre 1919                            | mai 1929                  | Evariste Bartus               |             |                                                             |
| mai 1929                                 | mai 1945                  | Jules André Victor Reynouard  |             |                                                             |
| mai 1945                                 | octobre 1947              | Aimé Brot                     | PCF         |                                                             |
| octobre 1947                             | mars 1971                 | André Chabanel                | RI puis UDF | Instituteur Conseiller général Président du conseil général |
| mars 1971                                | juin 1995                 | Guy Chabanel                  | DVD         | Propriétaire exploitant                                     |
| juin 1995                                | mars 2008                 | Jean-Louis Champetier         |             |                                                             |
| mars 2008                                | En cours (au 6 août 2020) | Didier Nury,                  |             | Employé                                                     |

## Population et société

### Démographie
L'évolution du nombre d'habitants est connue à travers les recensements de la population effectués dans la commune depuis 1793. Pour les communes de moins de 10 000 habitants, une enquête de recensement portant sur toute la population est réalisée tous les cinq ans, les populations de référence des années intermédiaires étant quant à elles estimées par interpolation ou extrapolation. Pour la commune, le premier recensement exhaustif entrant dans le cadre du nouveau dispositif a été réalisé en 2004.

En 2022, la commune comptait 1 045 habitants, en évolution de +6,09 % par rapport à 2016 (Ardèche : +2,48 %, France hors Mayotte : +2,11 %).
| 1793 | 1800 | 1806  | 1821  | 1831  | 1836  | 1841  | 1846  | 1851  |
| ---- | ---- | ----- | ----- | ----- | ----- | ----- | ----- | ----- |
| 907  | 963  | 1 152 | 1 141 | 1 479 | 1 527 | 1 682 | 1 705 | 1 770 |

| 1856  | 1861  | 1866  | 1872  | 1876  | 1881  | 1886  | 1891  | 1896  |
| ----- | ----- | ----- | ----- | ----- | ----- | ----- | ----- | ----- |
| 1 916 | 1 540 | 1 535 | 1 571 | 1 377 | 1 033 | 1 051 | 1 053 | 1 114 |

| 1901  | 1906  | 1911  | 1921 | 1926 | 1931 | 1936 | 1946 | 1954 |
| ----- | ----- | ----- | ---- | ---- | ---- | ---- | ---- | ---- |
| 1 118 | 1 037 | 1 011 | 830  | 784  | 732  | 717  | 632  | 639  |

| 1962 | 1968 | 1975 | 1982 | 1990 | 1999 | 2004 | 2006 | 2009 |
| ---- | ---- | ---- | ---- | ---- | ---- | ---- | ---- | ---- |
| 660  | 802  | 763  | 797  | 789  | 784  | 850  | 895  | 885  |

| 2014 | 2019  | 2022  | - | - | - | - | - | - |
| ---- | ----- | ----- | - | - | - | - | - | - |
| 982  | 1 019 | 1 045 | - | - | - | - | - | - |

### Enseignement
La commune est rattachée à l'académie de Grenoble.

### Médias
La commune est située dans la zone de distribution de deux organes de la presse écrite :
- L'Hebdo de l'Ardèche

Il s'agit d'un journal hebdomadaire français basé à Valence et couvrant l'actualité de tout le département de l'Ardèche.
- Le Dauphiné libéré

Il s'agit d'un journal quotidien de la presse écrite française régionale distribué dans la plupart des départements de l'ancienne région Rhône-Alpes, notamment l'Ardèche. La commune est située dans la zone d'édition de Privas et d'Aubenas.

### Cultes
La communauté catholique et l'église de Laurac (propriété de la commune) sont rattachées à la paroisse de Saint Joseph en Pays de Ligne, elle-même rattachée au diocèse de Viviers.

## Économie

### Revenus de la population et fiscalité
Le nombre de ménages fiscaux en 2013 était de 437 représentant 944 personnes et la médiane du revenu disponible par unité de consommation de 17 459 €.

### Emploi
En 2014, le nombre total d’emploi dans la zone était de 161, occupant 358 actifs résidants (salariés et non-salariés) .
Le taux d’activité de la population âgée de 15 à 64 ans s'élevait à 72,3 % contre un taux de chômage de 15,3 %.

### Entreprises et commerces
En 2015, le nombre d’établissements actifs était de cent dix-neuf dont vingt dans l’agriculture-sylviculture-pêche, sept dans l'industrie, vingt dans la construction, soixante-trois dans le commerce-transports-services divers et neuf étaient relatifs au secteur administratif.
Cette même année, quinze entreprises ont été créées  dont douze par des auto-entrepreneurs.

## Culture locale et patrimoine

### Lieux et monuments

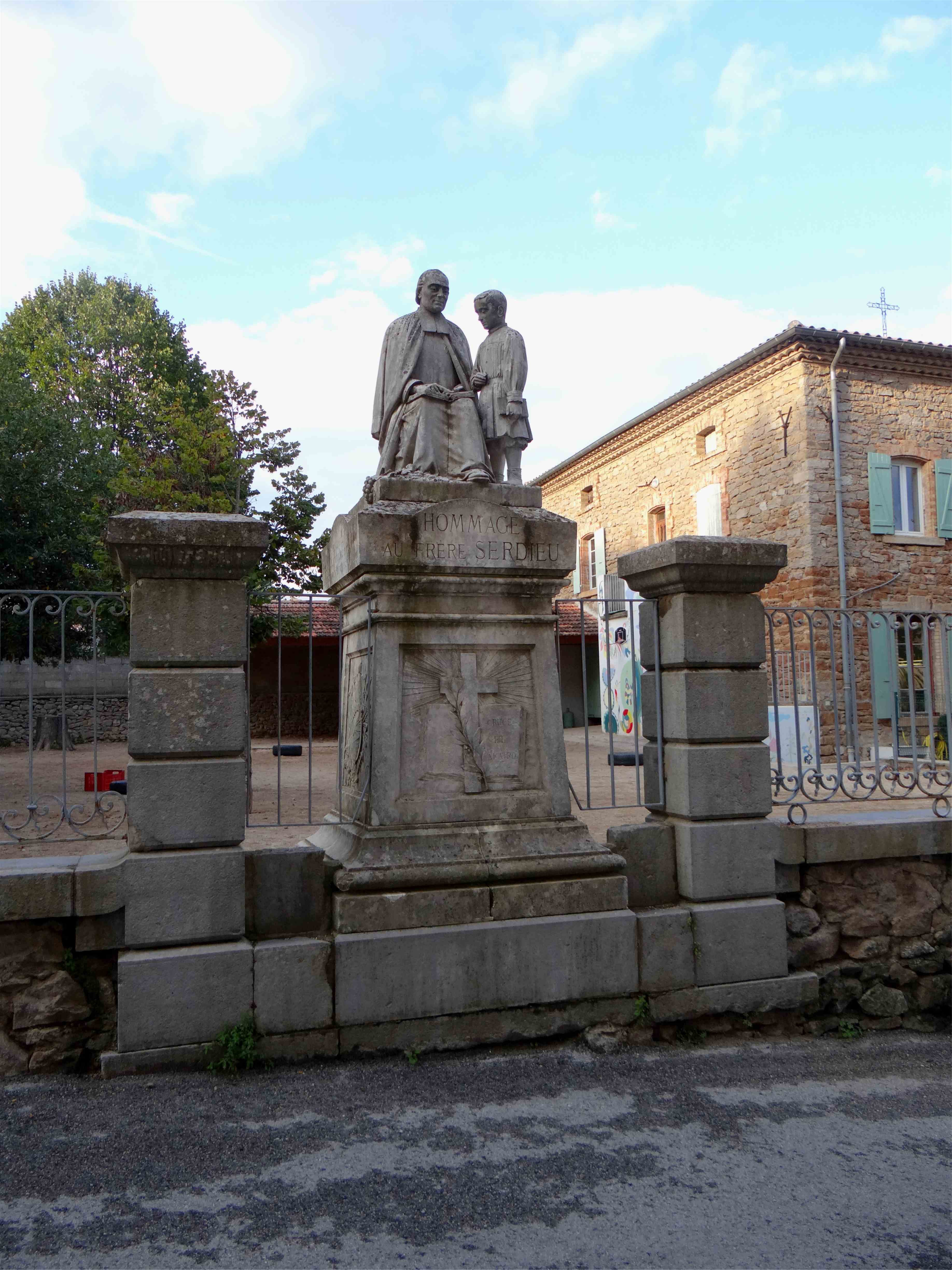
Statue du frère Serdieu.

- L’église : elle est placée sous le vocable de Saint Amans, premier évêque de Rodez. Elle présente une abondante statuaire sulpicienne. Elle dépend de la paroisse Saint-Joseph en Ligne du diocèse de Viviers.
- La statue du frère Serdieu : la statue de ce modeste religieux des écoles chrétiennes, fondateur de l'enseignement agricole de la région, fut inaugurée le 5 mai 1901. Cette cérémonie fut précédée d'un triduum solennel en l'honneur de saint Jean-Baptiste de La Salle[28].
- Hameau de « Prends-Toi-Garde ».

### Personnalités liées à la commune
- L'écrivaine allemande Anne Chaplet (pseudonyme de Cora Stephan) habite Laurac pendant plusieurs mois par an. Elle partage sa vie entre ses domiciles à Ilsdorf/Solms (Allemagne) et Laurac.

### Héraldique
|  | Laurac-en-Vivarais possède des armoiries dont l'origine et le blasonnement exact ne sont pas disponibles. |